# یواس‌سی‌جی‌سی سویول (دبلیووای‌تی‌ال-۶۵۶۰۳)
یواس‌سی‌جی‌سی سویول (دبلیووای‌تی‌ال-۶۵۶۰۳) (به انگلیسی: USCGC Swivel (WYTL-65603)) یک کشتی است که طول آن ۶۴ فوت ۱۱ اینچ (۱۹٫۷۹ متر) می‌باشد.